# AirForce Delta
AirForce Delta är ett spel utvecklat av KCE Studios som släpptes till Dreamcast. Spelet släpptes även 2000 till Game Boy Color.

## Flygplan
Stridsflygplan som finns med i spelet.
- E.E.Lighting F6
- F-5E Tiger II
- MiG-21 Fishbed
- Kfir C.7
- F-4E Phantom II
- Sea Harrier
- Mirage 2000
- MiG-31 Foxhound
- F-20 Tigershark
- AV-8B Harrier II
- MiG-29 Fulcrum
- F-16 Fighting Falcon
- F/A-18C Hornet
- F/A-18E Super Hornet
- Tornado F3
- A-10 Thunderbolt II
- F-14D Tomcat
- F-15E Strike Eagle
- F-117 Nighthawk
- Su-27B Flanker
- F-15S/MT Active
- JAS-39 Gripen
- Rafale
- Su-34 Platypus
- EF-2000 Typhoon
- Su-37 Flanker
- YF-23 Black Widow II
- S-37 Berkut
- F-22 Raptor
- JSF X-32
- MiG-1.44 MFI